# Ligne La Spezia-Rimini

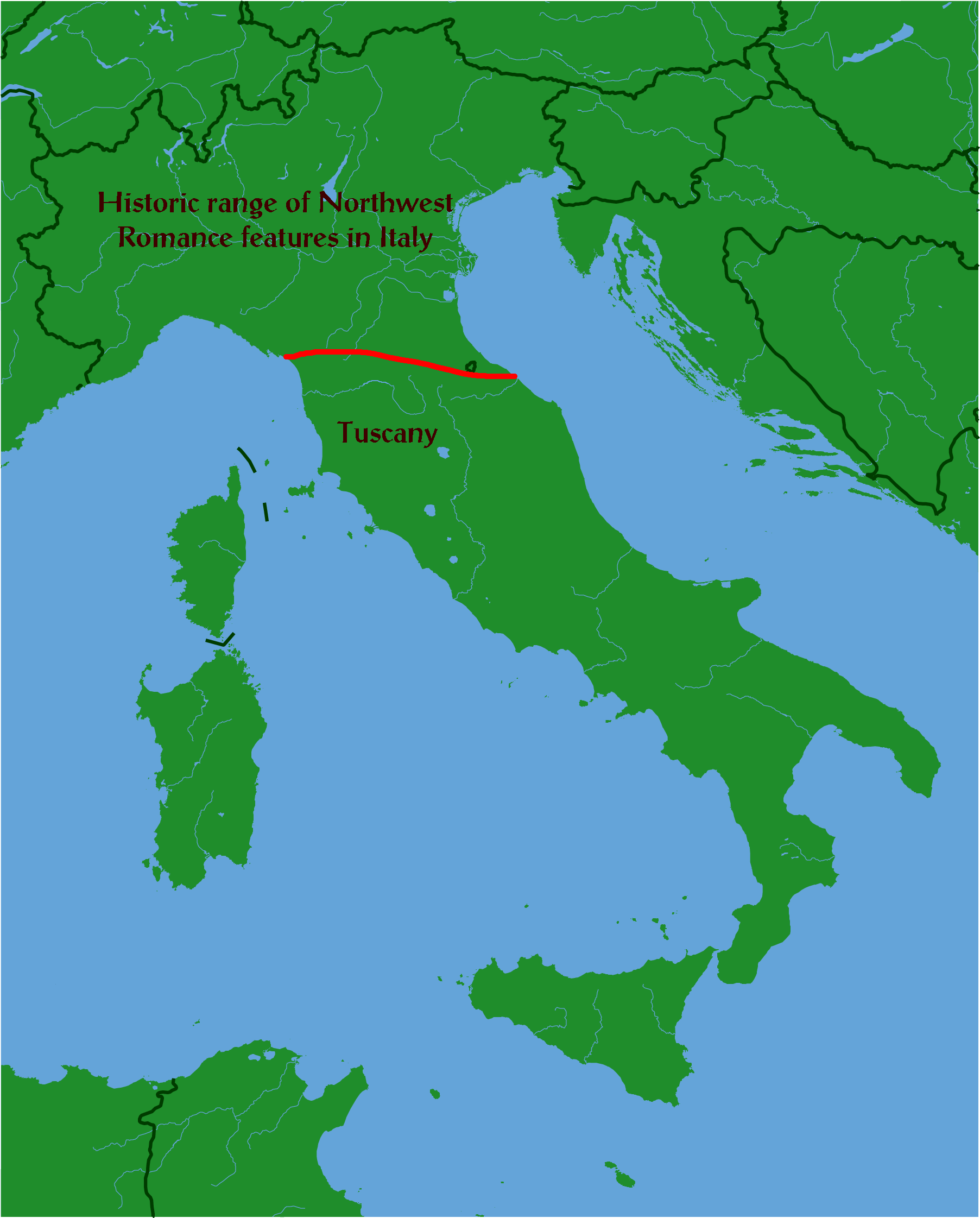
En rouge, la ligne Massa-Senigallia ou « ligne La Spezia-Rimini ».

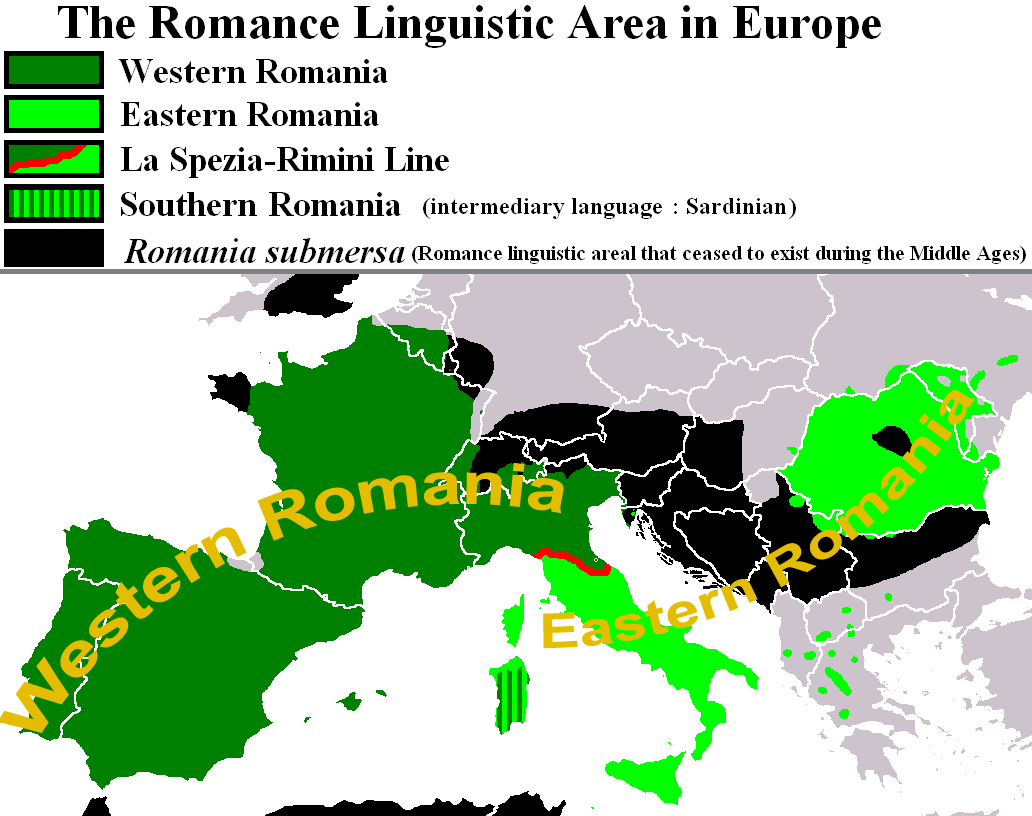
Romania occidentale et orientale séparées par la « ligne La Spezia-Rimini ».

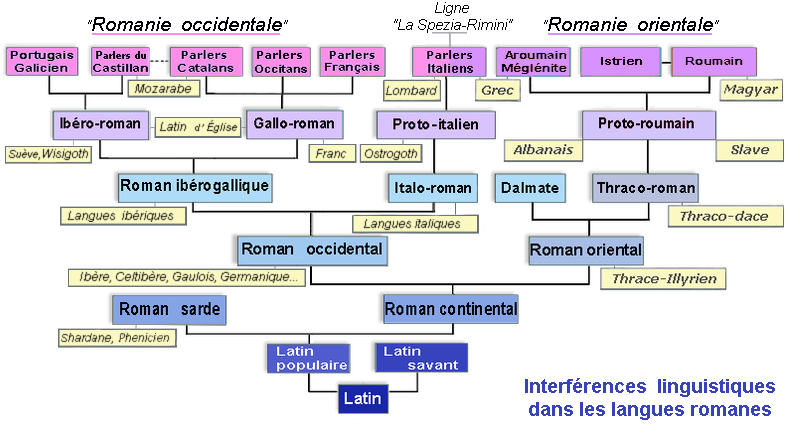
La « ligne La Spezia-Rimini » en regard des interférences linguistiques diachroniques avec les langues romanes,.

« Ligne La Spezia-Rimini » est une dénomination répandue, mais imprécise, de la ligne Massa-Senigallia des linguistes modernes. Selon les publications, la ville voisine de Carrare est parfois préférée à Massa. Dans les aspects linguistiques des langues romanes, la ligne Massa-Senigallia se réfère à un nombre important d'isoglosses distinguant assez nettement les langues romanes « occidentales » de celles « orientales » :
- au nord de la ligne Massa-Senigallia les langues romanes occidentales constituent ce qui est appelé par les linguistes la « Romania occidentale » comprenant les différents parlers gallo-italiques, le vénitien, le groupe rhéto-roman (ladin, romanche et frioulan), le français et les autres langues d'oïl, le francoprovençal, l'occitan, le catalan, l'espagnol et le groupe galaïco-portugais ;
- au sud de la ligne Massa-Senigallia les langues romanes orientales constituent la « Romania orientale » comprenant notamment l'italien standard, le napolitain, le corse, le gallurais, le sassarais, le sicilien, l'ancien dalmate (disparu au XIXe siècle) et les langues roumaines (aroumain, istrien, roumain et méglénite).

Le sarde n'est généralement pas compris dans cette répartition.
La ligne Massa-Senigallia correspond à l'avance maximale des gaulois en Italie du Nord dans l'antiquité, entre les Ve et IIIe siècles av. J.-C., avant la conquête romaine de la plaine du Pô. Le nom de la ville de Senigallia renvoie au nom de la tribu gauloise des Senons, les plus avancés vers le sud sur la côte adriatique.

## Isoglosses associés à la ligne Massa-Senigallia
Voici quelques caractéristiques typiques de différences entre les variétés romanes au nord et au sud de la dite ligne:
| LATIN                  | LATIN            | NŎCTE(M) | LĂCTE(M)       | FĂCTU(M) | CĂNE(M) | HŎMINE(M) | LUPU(M) |
| ---------------------- | ---------------- | -------- | -------------- | -------- | ------- | --------- | ------- |
| Gallo-italien          | Lombard          | nɔtʃ     | latʃ           | fatʃ     | ca      | ɔm        | luf     |
| Gallo-italien          | Ligure           |          | lajt / loet(e) | fajt     | can     | ommo      | lô      |
| Gallo-italien          | Émilien-romagnol | nɔt      | lat            | fat      | can     | ɔmen      | lauv    |
| Vénitien               | Vénitien         | note     | late/lat       | fato     | can     | ɔmo       | lovo    |
| Ligne La Spezia-Rimini |                  |          |                |          |         |           |         |
| Italo-roman            | Toscan           | nɔtte    | latte          | fatto    | cane    | uomo      | lupo    |
| Italo-roman            | Napolitain       | nɔttə    | lattə          | fattə    | canə    | ɔmmə      | lupə    |
| Italo-roman            | Sicilien         | nɔtti    | latti          | fattu    | cani    | omu       | lupu    |

## Séparation de laRomania, occidentale et orientale
La ligne séparant la Romania suit la ligne de partage des eaux entre l'Italie continentale et celle péninsulaire, ses extrémités étant les villes de Massa (Toscane) et de Senigallia (Marches). La principale caractéristique de cette ligne concerne le voisement de certaines consonnes en position intervocalique (entre les voyelles), et tout particulièrement les /p/, /t/ /k/ du latin. Le caractère sonore, l'affaiblissement ou la chute de ces consonnes est la caractéristique de la partie occidentale, au nord et à l'ouest de cette ligne. Leur maintien est la constante dans la partie au sud et à l'est de la même ligne. Par exemple, le latin focu(m) (le /m/ final ne se prononçait plus en latin classique) est devenue fuoco en italien et foc en roumain mais a évolué vers fogo dans les dialectes italiens du nord (comme en vénitien), vers fuego en espagnol ou vers feu en français. En catalan et en occitan, le terme est devenu foc et fuòc, gardant ainsi apparemment le son /k/ du latin : mais c'est parce que ces deux langues observent par ailleurs le dévoisement final des occlusives ; la sonorisation s'y remarque toutefois régulièrement à l'intérieur des mots.
Une autre importante isoglosse est celle relative au pluriel des noms. Au nord et à l'ouest de cette ligne, le pluriel provient de l'accusatif pluriel du latin et se termine le plus souvent par /s/ (à l'exception de dialectes de l'Italie du nord comme le vénitien, qui pourraient avoir connu une forme de ce type dans le passé mais qui ont repris la forme italienne depuis et du français où le s ne se prononce plus, tout en étant conservé dans l'écriture et les liaisons, sans distinction de genre et de déclinaison). Au sud et à l'est de ladite ligne, le pluriel des noms se termine par une voyelle. L'explication est que ce pluriel dérive du nominatif pluriel ou alors du changement du /s/ latin en /i/. Dans plusieurs cas, surtout dans les dialectes où la voyelle finale se neutralise en /ə/, changent également souvent les voyelles intermédiaires, par phénomène de métaphonie, comme en allemand. Voici des exemples avec les formes latines nominatives et accusatives plurielles :
| latin nom. pl. | latin acc. pl. | roumain      | italien      | espagnol        | portugais     | catalan     | occitan     | français      | sarde                |
| -------------- | -------------- | ------------ | ------------ | --------------- | ------------- | ----------- | ----------- | ------------- | -------------------- |
| vitae          | vitās          | viață, vieți | vita, vite   | vida, vidas     | vida, vidas   | vida, vides | vida, vidas | vie, vies     | bida, bidas          |
| lupī           | lupōs          | lup, lupi    | lupo, lupi   | lobo, lobos     | lobo, lobos   | llop, llops | lop, lops   | loup, loups   | lupu, lupos/-us      |
| hominēs        | hominēs        | om, oameni   | uomo, uomini | hombre, hombres | homem, homens | home, homes | òme, òmes   | homme, hommes | òmine/-i, òmines/-is |

En phonétique, les langues romanes occidentales présentent des innovations communes, absentes des langues orientales.

## Chronologie
La délimitation géographique classique de la ligne La Spezia-Rimini existe depuis l'antiquité tardive et le haut Moyen Âge. Elle a perduré jusqu'à la fin du XIXe siècle, mais s'est effacée à la suite des conséquences de l'unification italienne. Un rôle important dans la formation des isoglosses a été joué par les changements sociaux lors du remplacement de l'Empire romain d'Occident par les royaumes germaniques. Le centre économique et culturel principal de l'Empire d'Occident s'est déplacé au nord, dans des régions sous influences celtiques et germaniques. Le rôle de capitales de l'Empire a été joué par des villes du nord de la péninsule italienne : Milan et Ravenne, et non plus Rome. La dialectisation du latin vulgaire s'est accentuée et a provoqué une scission entre le nord et le sud de la péninsule. Au nord et en Occident, l'héritage romain a été de plus en plus incarné par l'Église, l'empire de Charlemagne et à sa suite, le Saint-Empire romain germanique où le latin classique resta langue officielle et liturgique ; au sud, dans l'Italie byzantine et dans les Balkans, le grec médiéval assuma de plus en plus ces rôles, et les langues romanes issues du latin vulgaire devinrent des langues populaires, perdant le contact avec le latin classique.
Après le risorgimento, l'italien littéraire issu de variétés italo-dalmates (en particulier du toscan) progressa vers le Nord, soutenu par les médias, l'État et le système éducatif. La diffusion de l'italien a conduit à l'effondrement progressif des idiomes gallo-italiques du nord de l'Italie et à leur perte de caractéristiques propres. Dans les faits, les isoglosses actuels de la ligne La Spezia-Rimini suivent approximativement la frontière entre la France et l'Italie.